# Hans Bocksberger der Ältere

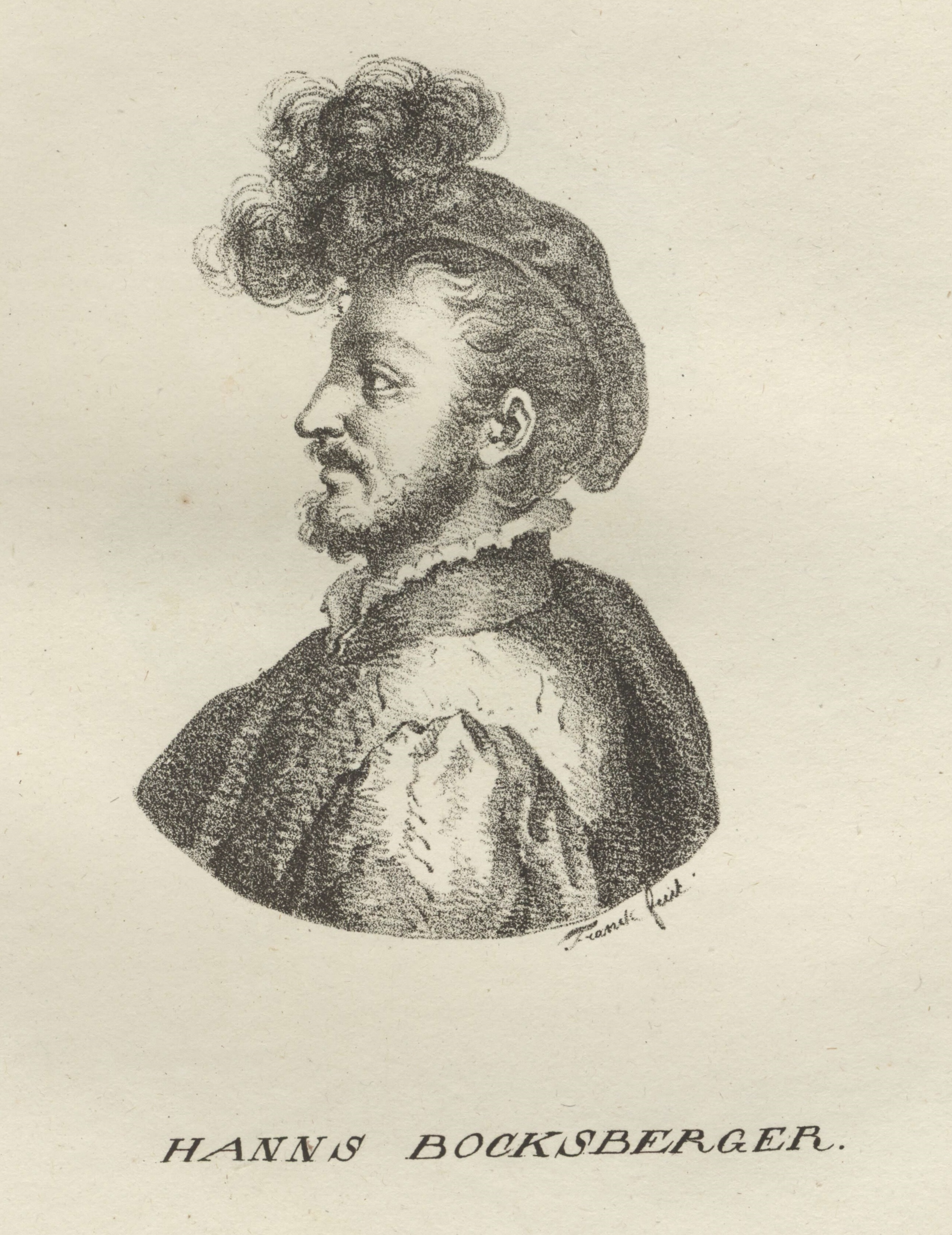
Porträt (Lithografie aus der Künstler-Galerie von Maximilian Franck 1818)

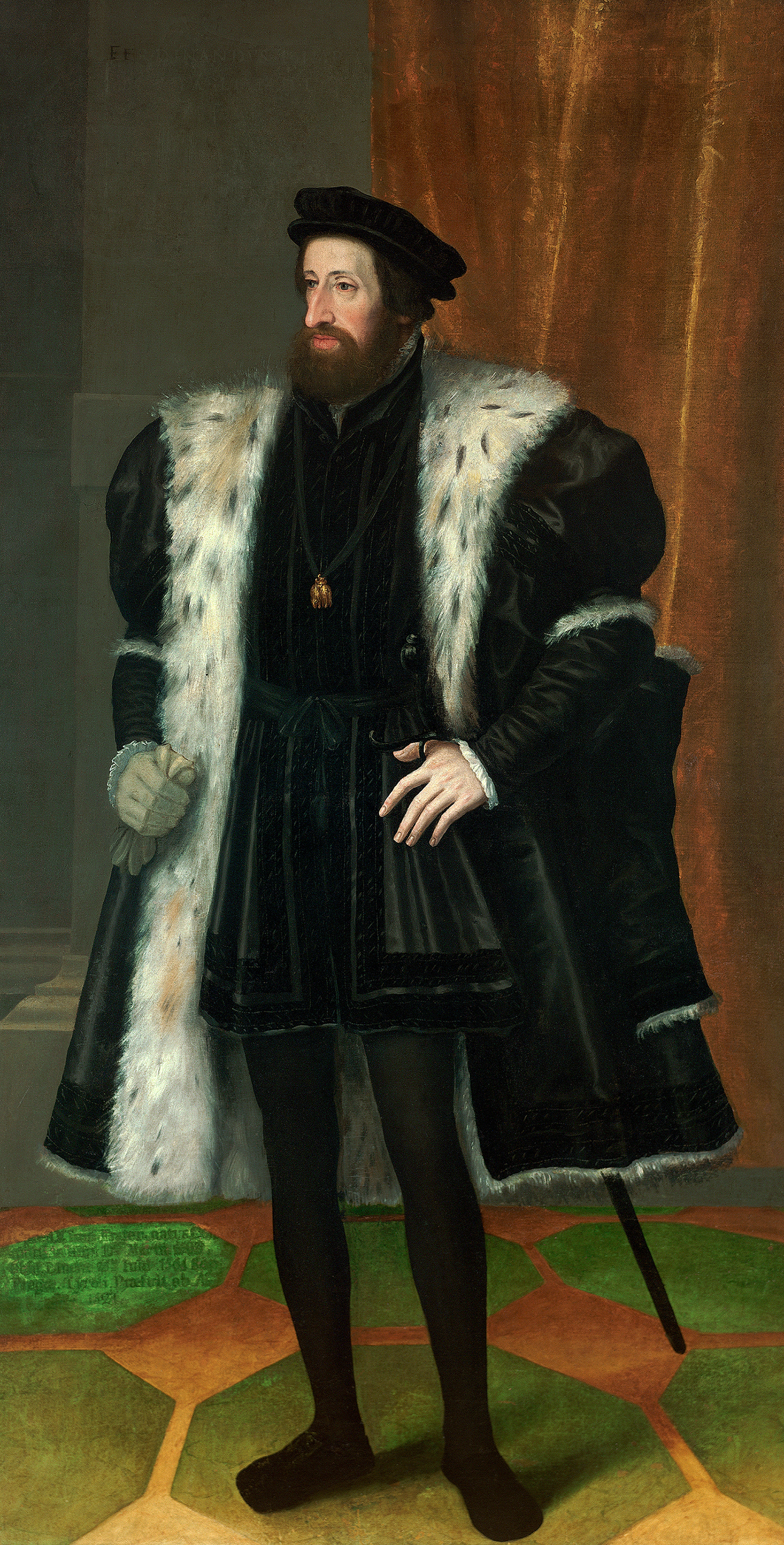
Gemälde von Kaiser Ferdinand I. (um 1550)

Hans Bocksberger der Ältere (* um 1510 in Mondsee, bis 1506 Herzogtum Bayern, dann Herzogtum Österreich; † 1561 in Salzburg; auch Bocksperger) war ein Maler der Zeit der Hochrenaissance.

## Leben
Hans Bocksberger war (höchstwahrscheinlich) der Sohn von Ulrich Bocksberger († vor 1546) und dessen Frau Anna. Das Werk des Vaters Ulrich Bocksberger ist weitgehend unbekannt. Wohl als einziges Werk erhalten sind die 1518 geschaffenen Bilder der Rückseite des Altares für die Kirche St. Blasius in Abtenau, welche die Geschichte des Heiligen Blasius darstellen, wovon die Inschrift Hoc opus pinxit Utalricus Pocksberger Lunelacensis („dieses Werk schuf U(ta)lrich Bocksberger aus Mondsee“) zeugt.
Über die Lehrzeit des älteren Hans Bocksberger (früher häufig Johann B. genannt) ist wenig bekannt. Er dürfte bei seinem Vater die Grundlagen der Malerei gelernt haben und hat weitere Lehr- und Wanderjahre in Italien verbracht, jedenfalls hatte er genaue Kenntnisse von den damaligen italienischen Stilelementen. 1542 heiratete Hans Bocksberger seine Ehefrau Margarethe, die vor 1579 verstarb. Hans Bocksberger hinterließ mit seinem Tod 1561 ein bereits mündiges Kind namens Anna, sowie acht unmündige Kinder (also unter einem Alter von 24 Jahren): Hans Bocksberger d. J., Heinrich, Georg, Sabine, Catharina, Elisabeth, Margarethe und Lucia (letztere war beim Tod des Vaters noch Kleinkind oder Säugling). Sein Stil weist sowohl deutsche Elemente, wie sie Albrecht Dürer verwendete, als auch italienische Elemente der Renaissance und des Manierismus auf.
Sein Sohn Hans Bocksberger der Jüngere (* 1539 in Salzburg, † 1587 in Maastricht) und dessen Vetter Melchior Bocksberger (* um 1537, † 1585/87) lernten beide bei Hans Bocksberger d. Ä. ihr Malhandwerk.

## Die Werke Hans Bocksbergers des Älteren
- Die Fresken Bocksbergers in der evangelischen Schlosskapelle zu Neuburg an der Donau: Die Schlosskapelle in Neuburg an der Donau (erbaut 1537–1545) ist seit 1542 der weltweit älteste nur im evangelischen Ritus genutzte Sakralraum, der 1543 vom erklärten Protestanten Bocksberger bemalt wurde. Die Wandmalereien wurden in den Jahrzehnten nach 1600 als Folge der Rekatholisierung übertüncht und erst in den Jahren von 1933 bis 1950 wieder freigelegt. Der Zyklus der Bilder ist einmalig in der Geschichte des protestantischen Kirchenbaues. Er zeigt vor allem jene Szenen des Alten Testamentes, die in einem engen Bezug zur Reformation stehen, und beginnt im Bild der Erschaffung Evas und dem Sündenfall. Es folgen die zehn Plagen des Pharaos und Bilder menschlicher Verstöße gegen die Gebote Mose. Die weiteren Bilder zeigen als Gesamtkomposition Christi Tod am Kreuz, Taufe und Abendmahl. Das Deckenbild der Kapelle zeigt ein Fresko mit der Himmelfahrt Christi.
- Fresken in mehreren Sälen der Stadtresidenz Landshut (um 1542/1543) (Erdgeschoss, italienischer Saal, Apollozimmer, Kapellengang). In der Septemberlünette (Jagdszene mit Reiherbeize) findet sich hier die zweitälteste Stadtansicht der Stadt Salzburg.
- Rittersaal im Schloss Goldegg (1536), gemeinsam mit anderen Malern (s. a. Susanna Kaeppele: Die Malerfamilie Bocksberger aus Salzburg, Verein der Freunde der Sbg. Geschichte, Sbg. 2003, S. 124).

Zugeschrieben werden ihm folgende Werke:
- Castello del Buonconsiglio in Trient mit der ältesten bekannten Ansicht der Stadt Salzburg

- Malarbeiten im Hradschin in Prag (1548)
- Mitarbeit bei den Malarbeiten für die Altartafeln des Veitsdomes in Prag
- Fresken im Schloss Freisaal (1558), die u. a. den Einzug des Fürsterzbischofs Michael von Kuenburg in die Stadt des Jahres 1554 darstellen,
- Grotesken in zwei Fenstergewänden im „Hohen Stock“ der Festung Hohensalzburg
- Weiters schuf er sehr wahrscheinlich auch Ölgemälde (Porträt König Ferdinand I. – Salzburg Museum) und Zeichnungen (Tierkampf – Grafische Sammlung der Albertina).